# Bong

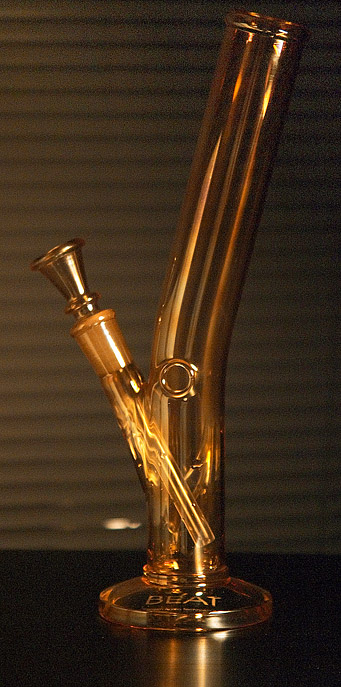
esempio di bong

Il bong o pipa ad acqua è un oggetto usato per fumare, solitamente, marijuana, hashish, salvia divinorum, tabacco e tabacchi aromatizzati.
La parola deriva dalla lingua thai baung, che indica una sezione di canna di bambù, con la quale venivano costruiti i primi esemplari.
Per aspirare il fumatore deve inspirare dall'imboccatura superiore in modo che il fumo salga per la camera d'aria dopo essere passato attraverso l'acqua sul fondo. Normalmente i bong sono progettati per raffreddare il fumo prima di essere inalato, e per raccogliere nella camera d'aria una grande quantità di fumo da aspirare velocemente. 
I bong sono costruiti con una grande varietà di forme, materiali, colori e grandezze. Solitamente costruiti in plexiglas, ceramica, bambù o vetro, possono essere anche realizzati adattando oggetti qualunque con forme simili. Qualcuno ricava bong anche da frutta o vegetali, da scartare dopo qualche utilizzo. Molti vengono arricchiti con diversi colori e modifiche, per farne un oggetto molto personale.

## Descrizione
Un bong a realizzazione amatoriale è costituito da un cannello ed un bocchino, che possono essere acquistati in negozi specializzati oppure anch'essi fatti in casa, nel qual caso si può utilizzare, ad esempio, un sottile foglio di alluminio e un pezzo di tubo da giardino. Per il resto sono sufficienti un coltello o un paio di forbici, una bottiglia di plastica da un litro (o da un litro e mezzo), e un po' di nastro adesivo. Occorre tenere comunque presente che, sebbene un bong possa essere costruito in casa, non sempre questa è una buona idea. Onde evitare possibili inalazioni di pericolosi agenti chimici, il bocchino ed il cannello dovrebbero essere fatti interamente in vetro o in metallo e la camera del bong dovrebbe essere anch'essa in metallo, vetro, o al massimo acrilico.
Materiali come PVC, plastica, gomma o tubi da giardino possono emettere agenti chimici tossici quando riscaldati. Anche i fogli di alluminio rilasciano sostanze pericolose quando vengono riscaldati ed il loro uso dovrebbe essere evitato, in quanto alti livelli di alluminio sono stati trovati nel cervello di pazienti affetti da malattie neurologiche. La plastica può rilasciare fumi che possono causare l'asma.
La documentazione sugli effetti dell'inalazione dei fumi è scarsa, ma tale pratica dovrebbe essere evitata. Sono largamente utilizzati cannelli contenenti soda, ma il rilascio di fumi di alluminio insieme a vernice in seguito a riscaldamento causa danni cerebrali.
Il nastro adesivo sul condotto può rilasciare gomma, metallo o vapori di alluminio.
La semplicità della costruzione di un bong ha portato all'utilizzo di materiali inusuali come il pykrete. La maggior parte dei bong in commercio sono in vetro (sia soffiato sia stampato) o in materiale acrilico trasparente. La maggior parte di tali bong sfrutta (o è comunque predisposto) cannelli e bocchini in vetro. Al contrario, i bong più economici (quasi sempre in acrilico) comprendono cannelli e bocchini in metallo. 

## Gli elementi

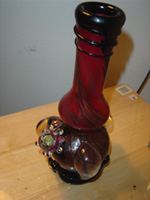
Un bong di vetro

Un tipico bong è costituito da più elementi:
1. Un bocchino, dove va posizionata la bocca di coloro che lo utilizzano, aspirando l'aria attraverso questo buco. Il bong è ermetico e se è presente un foro "carburatore/frizione" anche questo dev'essere coperto con un dito. Pur essendo "ermetico" il bong ha comunque una piccola entrata per l'aria, il contenitore dove va posta la sostanza da fumare.
2. Una camera, dove è contenuto il fumo. Quando vi si accumula fumo a sufficienza, si può aspirare. Questa operazione viene accelerata togliendo il dito dal foro "carburatore/frizione" o rimuovendo il contenitore (nel caso il bong sia sprovvisto di carburatore/frizione), in questo modo si permette all'aria di entrare nella "camera". L'altezza e la larghezza della camera variano da bong a bong, ciò ovviamente cambia il volume dell'oggetto.
3. Una ampolla/contenitore, in cui è contenuta l'acqua, è solitamente più larga della "camera" in modo che il bong possa stare in piedi da solo senza cadere. Alcuni bong hanno basi removibili per facilitare il cambio dell'acqua. La parte inferiore della canula termina nell'ampolla.
4. Una canula (detto anche cannetta o pipetta) posto nella base sporge al di fuori della camera ad un livello più alto di quello dell'acqua. In esso è posto il contenitore della sostanza da fumare e permette al fumo di passare attraverso l'acqua quando il bong viene usato. All'interno della canula può formarsi della resina che può ostruirla, impedendo il flusso d'aria attraverso l'acqua.
5. Un braciere (chiamato anche parte maschile, cialda, briso, eccetera) è solitamente un tappo removibile o un cono contenitore, nel quale va sistemata la sostanza da fumare che poi va accesa. A volte il contenitore non è removibile, ed è quindi tutt'uno con la canula. Il contenitore può essere di metallo, vetro, ceramica o legno; esso può essere unito alla canula o può semplicemente essere posto in essa. Il contenitore fa al tempo stesso da sigillo intorno alla canula. A volte i residui della sostanza bruciata possono accumularsi nel contenitore.

### Parti aggiuntive opzionali
- La frizione permette una rimozione più veloce del fumo dalla camera. A volte il carburatore è semplicemente un piccolo foro nella parete della camera. Quando il fumo viene inalato attraverso il bocchino e il carburatore è aperto, l'aria entra attraverso il carburatore e spinge il fumo che si trova nella camera verso l'esterno (e cioè verso il bocchino). Questo foro extra solitamente non è presente nei bong con il contenitore removibile, visto che rimuovendo quest'ultimo si permette all'aria di entrare.
- Una o più camere possono essere attaccate al bong per moltiplicare il filtraggio, per una aspirazione più fluida del fumo. Paragonato ad un apparato si può fare riferimento ad un doppio bollitore.
- Un diffusore è un tubicino posto solitamente sotto il gambo e termina con un coperchio forato. Questo oggetto aggiuntivo ha lo scopo di rendere migliore la filtrazione (permette di avere bollicine più piccole e in maggior quantità per una miglior fumata).
- Un contenitore per il ghiaccio, presente come una sorta di ingobbatura nella camera, serve a mettere ghiaccio nella camera del bong. Il ghiaccio raffredderà il fumo nel momento dell'aspirazione, abbassando lo sgradevole effetto di bruciore che si avverte nella gola. Alcuni fumatori lo trovano più piacevole.
- La precamera  o portacenere è una piccola camera usata al posto del contenitore che usa acqua per filtrare il fumo e al tempo stesso cattura la cenere prima che possa entrare nel tubo del bong. Questa parte aggiuntiva ha il doppio scopo di fare da ulteriore filtro nonché di rendere il bong più pulito per un successivo utilizzo.Un bong viola

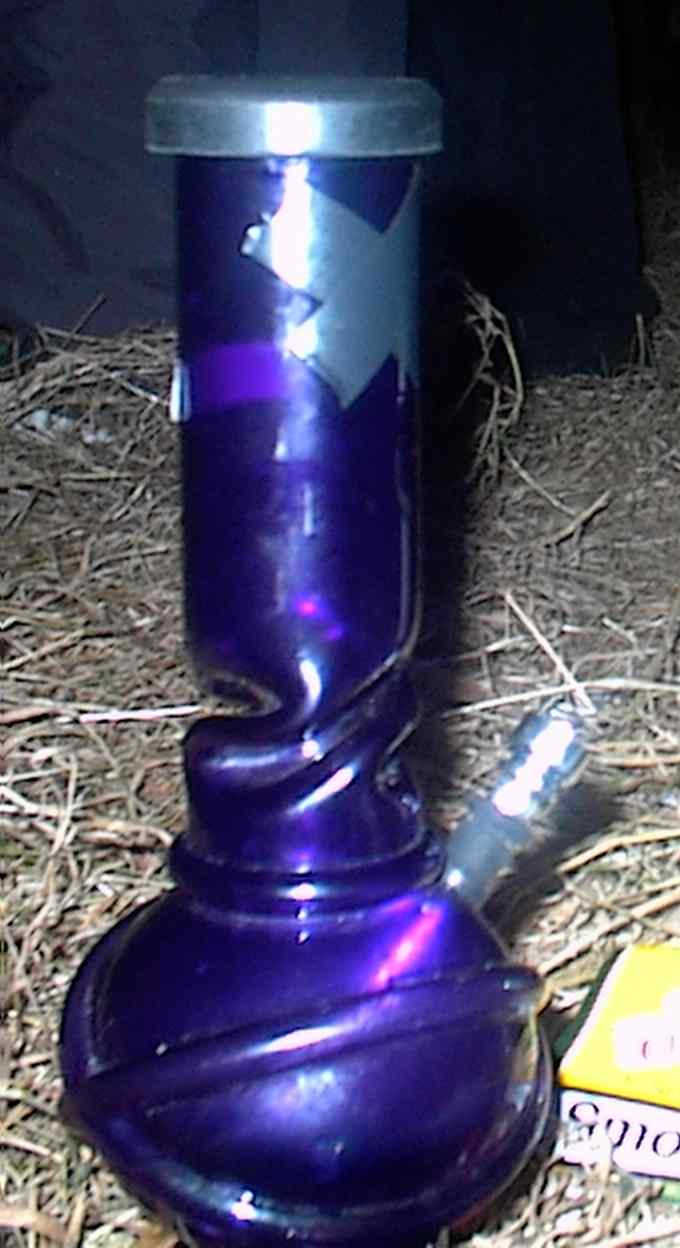
Un bong viola

## Utilizzo

### Principio di funzionamento

Diagramma del funzionamento del bong

Durante l'uso del bong, si inala con la bocca nella parte superiore aperta. Questo riduce la pressione nella camera d'aria, sopra il livello dell'acqua nel fondo, dunque la pressione atmosferica spinge l'aria esterna verso l'interno attraverso il braciere dove sta il materiale combustibile. Questo passaggio d'aria fa passare il fumo attraverso il tubo che finisce sott'acqua, per poi riempire la camera d'aria e finire nei polmoni di chi tira. Il fumo che attraversa l'acqua nel fondo produce i gorgoglii caratteristici del bong.
Molti bong hanno la valvola (o frizione), un piccolo buco nella parte posteriore opposta al braciere che viene tappato con un dito durante la prima parte del tiro, per riempire la camera d'aria di fumo. Quando il buco viene stappato continuando a tirare, l'aria che ci passa attraverso spinge il fumo nei polmoni di chi aspira quasi istantaneamente.

### Motivazioni
Il bong permette di fumare in un modo diverso da una normale canna o pipa. Secondo la lunghezza e il diametro del bong è possibile raccogliere, prima dell'apertura della valvola, una considerevole quantità di fumo. L'alta concentrazione del fumo fa assumere all'utente una grande quantità di principi attivi.
Tirare il fumo attraverso l'acqua serve anche a raffreddarlo dato che è solitamente molto caldo, e a trattenere le particelle più grandi e le sostanze idrosolubili. Molti fumatori sono convinti che il bong sia più sano di altri strumenti, ma uno studio del 2000 del NORML-MAPS (Multidisciplinary Association for Psychedelic Studies) ha scoperto che le pipe ad acqua filtrano una buona quantità di nicotina, portando quindi a consumare più sostanza per raggiungere l'effetto desiderato. Un'analisi degli strumenti per fumare fatta dalla NIDA (National Institute on Drug Abuse) ha trovato che il normale spinello non filtrato si comporta meglio di tutti gli altri strumenti a parte il vaporizzatore.

## Tipologie
Vi sono molte varianti che insufflano il fumo attraverso l'acqua o hanno camere molto grandi. Alcuni di questi oggetti sono progettati per permettere un movimento più lento e controllato del fumo attraverso la camera, producendo un fumo più denso.

### Bong a scorrimento e a carburazione
I due tipi più comuni di bong ad acqua sono quelli con sfiatatoio a scorrimento e con foro di carburazione.
Lo sfiatatoio a scorrimento è un po' più complicato ma permette al vuoto di essere fatto direttamente sotto l'acqua, dando un'inalazione più completa, ma rendendo il tirare più difficile, specialmente se il fondo della pipa è stretto.
I bong a buco di carburazione sono facili da costruire e sono più comunemente usati nelle versioni casalinghe.
Più il buco è posizionato in basso migliore sarà la "resa" e non resterà fumo nella camera.

### Bong in bambù
Il bong in bambù è fatto come il bong ad acqua solo senza la cosiddetta "frizione". Il Bong in canna di bambù è molto più delicato cioè va tenuto in un posto asciutto, lontano dall'umidità e dagli agenti atmosferici.

### Bong a ghiaccio
Una delle varietà più comuni di bong è il bong a ghiaccio (o icebong), che è una sottocategoria dei bong a scorrimento e con carburatore. Sono fatti di vetro o acrilico. Il ghiaccio è posto in una "trappola" nel collo del bong. Questo raffredda il fumo quando l'utente inala. Questi bong hanno di norma colori sgargianti e sono popolari per la loro durata, facilità d'uso e controllo. Hanno, di norma, fori di carburazione sul lato opposto della camera o leggermente sulla destra o sinistra rispetto a quella posizione. Di norma le camere sono più ampie che nelle altre varietà.

### Insufflatore
Un insufflatore è un piccolo bong che si usa con una sola mano (a parte quando si accende). Questi apparecchi hanno un cannello interno e la camera si trova in alto.
La maggioranza dei bong comprende solo un buco per la carburazione ed un foro di uscita del fumo verso l'utente.
Questi bong operano come una pipa visto che la camera interna è così piccola, ma hanno parti identiche ai comuni bong. Sono più piacevoli da fumare delle pipe, perché il fumo è raffreddato dall'acqua.

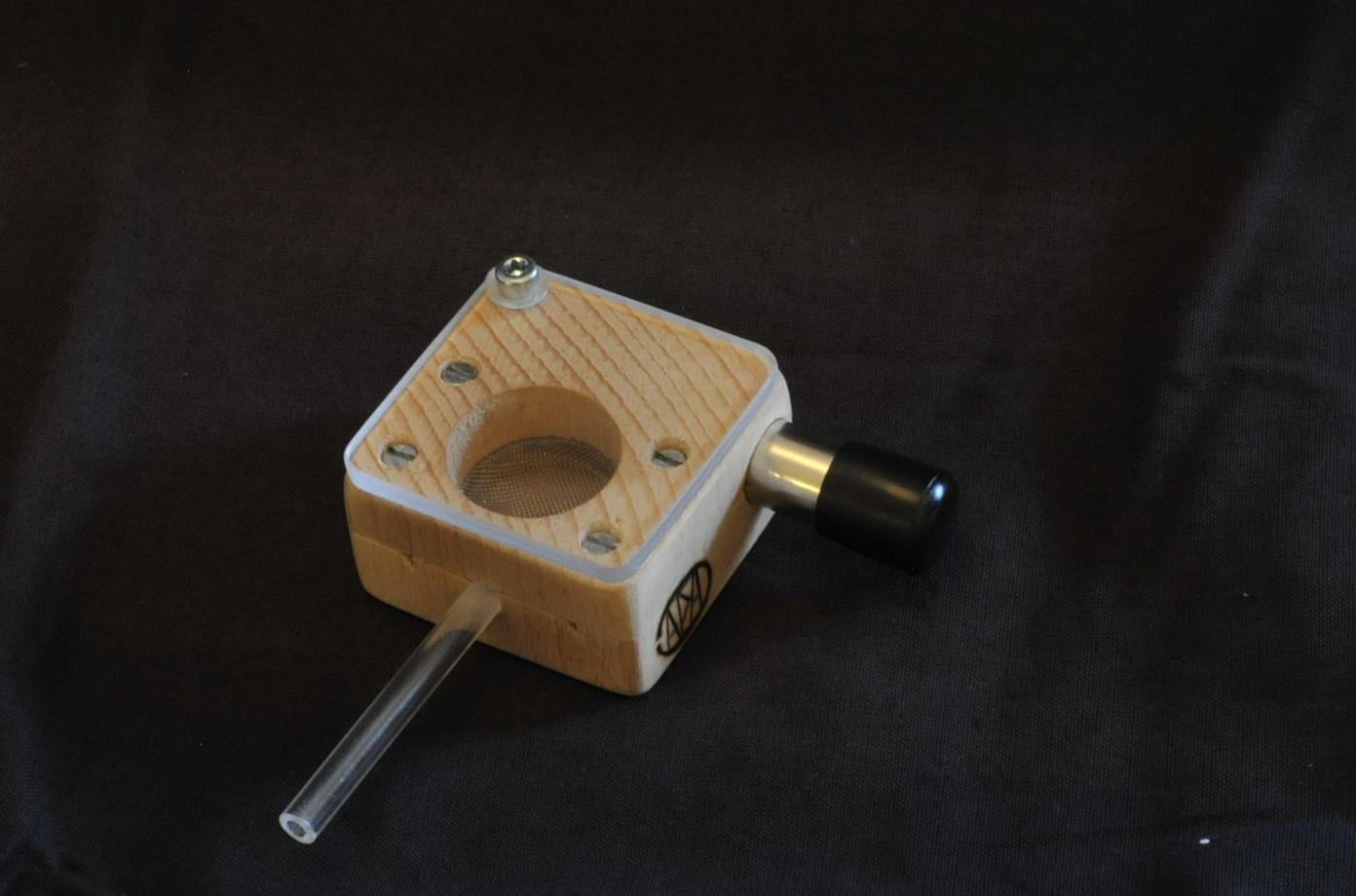
Vaporizzatore portatile

### Bong-vaporizzatore
Un bong-Vaporizzatore, o "vapo-bong", non è altro che l'uso di un Vapor Brothers box e di un bong collegati attraverso un connettore speciale di vetro. Il connettore si attacca attraverso un tubo, spesso di vetro di tipo RooЯ, al bong. Il vapore passa attraverso il tubo, filtra attraverso l'acqua, e può passare attraverso uno strato di ghiaccio raffreddando il materiale vaporizzato a temperatura del ghiaccio fondente. L'impatto sulla salute non è stato valutato finora, ma il sapore del materiale "erboso" si dice sia simile all'odore. Gli utenti dicono che non si ha irritazione ai polmoni e paragonano la sensazione a quella data dal caffè ghiacciato.
I primi connettori di ghiaccio tra bong e vaporizzatore sono stati creati a Venice, in California.
Il funzionamento dei vapo-bong è simile a quella degli hookah. Invece che un pezzo di carbone sulla cima, che riscalda lentamente il materiale "erboso" è impiegato un vaporizzatore elettrico (Vapobrothers). Invece di avere vapori d'erba che scendono attraverso la camera, si ha la filtrazione degli stessi attraverso una pipa ad acqua (RooR).

### Popper
Un popper, chiamato anche Shotty, è costruito a partire da una bottiglia di plastica ed è simile ad un bong, ma è privo di camera (eccetto quella principale).
La bottiglia dovrebbe essere rigida e robusta, così da non deformarsi in seguito al 'tiro' dello shotty. Un buon esempio è dato dalle bottiglie di bibite o bevande gassate, che devono essere più resistenti delle comuni bottiglie per contrastare la pressione interna.
Un forellino è praticato nella plastica fusa circa ad un quarto della bottiglia. Un tubo è inserito con una leggera angolazione, assicurandosi che il tutto sia a tenuta d'aria (la plastica si risolidificherà rapidamente). Tale metodo (con i contenitori in plastica) non è raccomandato.
La plastica è antigienica e rilascia fumi tossici quando bruciata.
Il tubo può essere realizzato con materiali come latta, antenne tubulari o cannule di bong cui sia stata tolta la camera.
Uno shotty è fatto più o meno come un bong, solo non è necessario un buco di sfogo, visto che quando si "tira" o si fuma la miscela ricade in acqua, permettendo all'acqua di entrare velocemente. 
Un modo in cui si può fare è tagliare un centimetro di sigaretta, metterlo dentro, e porre la cannabis appiattendo il pezzo di tabacco su di una base coperta di cannabis.
Si può anche prendere un pezzo di tabacco appiattito e metterlo sulla cima del tubo; anche in questo caso la cannabis è posta al di sopra. Quando un utente usa un popper accende la cannabis e inala lentamente, poi la sigaretta sottostante comincia a bruciare e inala quel che basta a creare un "pop".
Questo dà all'utente un effetto intenso visto che la nicotina riduce l'ossigeno nel cervello. Gli effetti sono brevi ed intensi a causa della perdita di ossigeno, non a causa della cannabis.
A causa della nicotina, gli utenti trovano che la tecnica induca a dipendenza e possa indurre all'abitudine, come avviene per le altre tecniche che coinvolgono il tabacco.

### Bong a gravità
I bong a gravità (noti anche come "secchio", "pistone" (bucket), secchiai, siluri, carichi, veliero, o "weed haloofanator") non filtrano necessariamente il fumo attraverso l'acqua, ma usano l'acqua per generare un lieve e costante vuoto nella camera. 
Questo dà gli stessi vantaggi del bong classico ma fornisce una quantità di fumo superiore all'utente aumentandone l'efficacia, rendendo il fumo più denso (questo aumenta la quantità di agenti chimici assorbiti).
Possono essere ricavati facilmente da una bottiglia praticando dei fori sopra il livello dell'acqua, nei quali si inseriscono le sigarette con il contenuto che l'usufruitore vuole assumere. In effetti questi apparecchi sono noti per causare forti attacchi di tosse e/o vomito, il loro utilizzo può essere particolarmente sgradevole.